# 무인 자동차

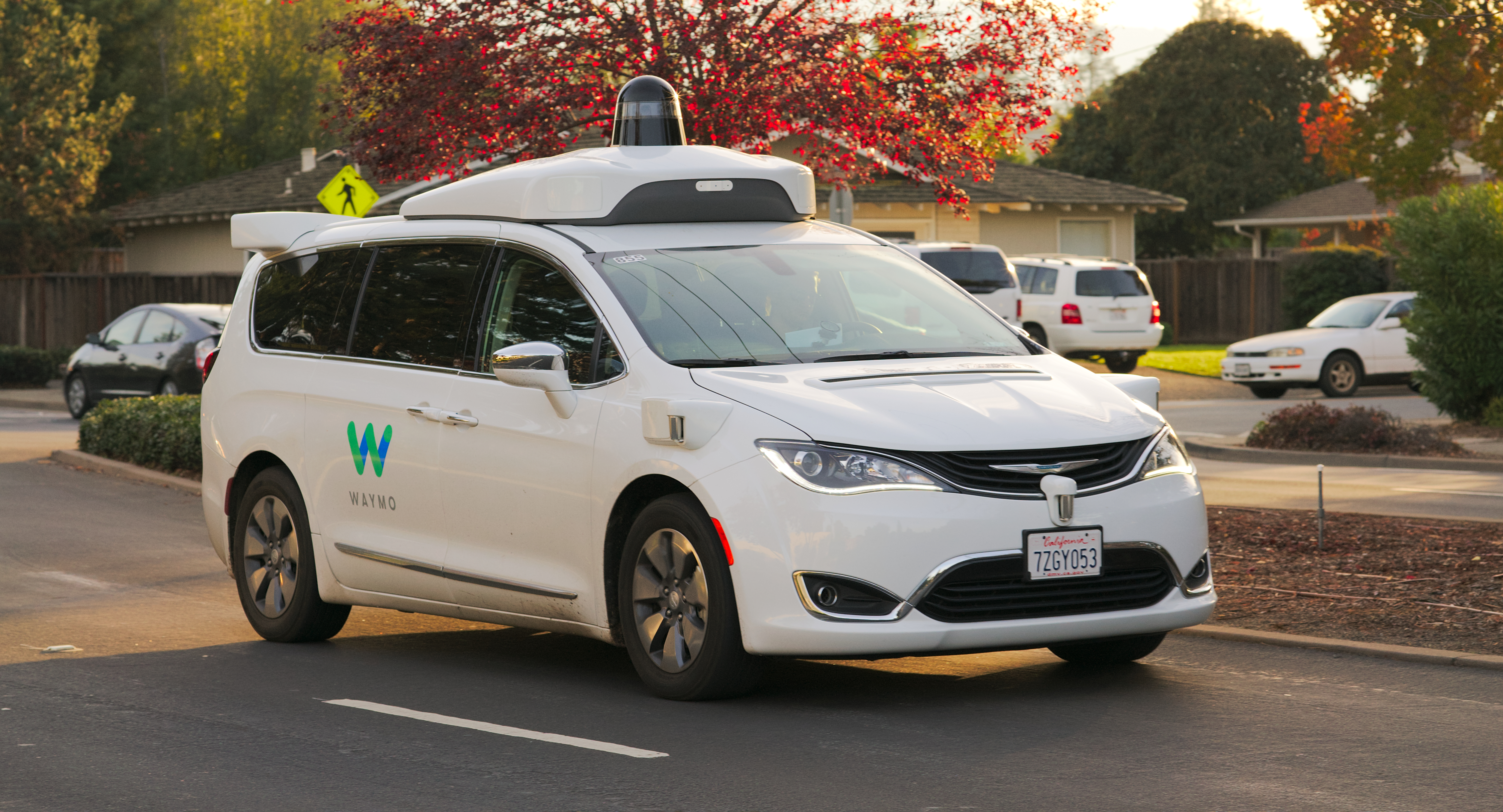

자율주행차(自律走行車, 영어: self-driving car, autonomous car, AC) 또는 무인자동차(無人自動車, 영어: driverless car, robotaxi, robotic car, robo-car)는 운전자의 조작 없이 스스로 주행할 수 있는 자동차이다. 무인자동차는 레이더, LIDAR (light detection and ranging), GPS, 카메라로 주위의 환경을 인식하여 목적지를 지정하는 것만으로 자율적으로 주행한다. 이미 실용화되고 있는 무인 운행 시스템으로는 이스라엘 군에서 운용하는 순찰용 무인 차량과 국외 광산이나 건설 현장에서 운용되고 있는 덤프 트럭, 서울시에서 2023년 12월 세계 최초로 도입한 '자율 주행 버스' 등이 있다.

## 단계
2020년 7월 9일, 테슬라의 일론 머스크 회장이 "올해 안에 5단계 자율주행 기본 기능을 갖게 될 것"이라 밝혔다. 김필수(대림대 교수) 전기차협회장은 "5단계 자율주행은 전문가들도 꿈으로 남겨 놓고, 4단계 기술에 집중하는 상황"이라며 "5단계를 운운하는 건 허풍이 분명하지만, 다른 완성차업체보다 자율주행 기술이 우위에 있는 것 또한 사실"이라고 말했다.
미국자동차공학회(SAE)에 따르면 자율주행은 레벨0에서 레벨5까지 총 6단계로 나눠진다.
2018년 9월 4일, 경기도가 레벨4 자율주행차 '제로셔틀'의 시범운행을 시작했다고 밝혔다.
메르세데스-벤츠는 2023년까지 레벨3 자율주행차 상용화를 목표로 하고 있다.
현대ㆍ기아차는 2016년 12월 아이오닉 자율주행차로 레벨4 수준까지 기술력을 끌어올렸지만, 레벨5 완전 자율주행은 2030년으로 경쟁사 대비 다소 늦은 감이 있다.
뒤늦게 뛰어든 포드는 중간 개발단계를 생략하고 2021년까지 완전자율주행차를 선보인다는 계획이다.
구글은 2009년 자율주행차 개발에 착수한 이후 최장 시범운행거리 기록을 보유중이다.. 일찍 시작한 만큼 궁극점인 레벨5에도 2021년까지 도달한다는 목표를 세워놓고 있다.
BMW 역시 2021년까지 레벨5 수준의 자율주행차를 선보일 계획이다.
2016년 미국자동차공학회(SAE)가 6단계로 분류했다.
레벨0운전자가 모든 판단을 하고 주행에 관련된 물리적인 행동을 한다.
레벨1차량이 가속/감속 조작을 담당하며 운전자는 조향을 담당한다.
레벨2첨단운전자보조시스템(ADAS)으로 차로유지기능은 있지만 운전자가 핸들을 잡아야 한다. 2021년 현재 도로에는 2단계 자율주행에 해당하는 스마트크루즈컨트롤과 차선유지보조 기능이 들어간 자동차들이 돌아다니고 있다. 운전대를 잡지 않으면 경고음이 울리며 수동으로 전환된다.
레벨3운전의 주체가 사람에게서 컴퓨터로 바뀐다. 제한된 구간에서 운전자와 자율주행시스템(ADS) 사이에 제어권 전환이 수시로 이뤄진다.
레벨4완전한 자율주행차. 위험할 때는 사람이 수동 조작해야 한다. 주행 중 운전자가 잠을 자거나 자리를 뜰 수 있는 수준이다. 2020년 기준으로, 해외에서도 완전자율주행 단계인 레벨4 이후의 보험 문제에 대해서는 아직 논의가 이어지고 있다. 2017년 SK텔레콤이 4단계 자율주행차 시범 운행을 시작했다. 2018년 2월 2일, 현대자동차가 평창동계올림픽 개최를 앞두고 5G 네트워크 기술이 담겨진 4단계(미국 자동차공학회 기준) 수준의 자율주행차를 선보였다. 서울~평창 간 약 190km 고속도로 자율주행 시연을 성공적으로 끝마쳤다. 고속도로 톨게이트를 무난히 통과하는 기술을 최초로 선보였다. 수소전기차로 된 자율주행차는 세계 최초의 시연이다.
레벨5위험 상황에서조차 사람의 개입이 필요 없다.

## 장점 및 단점

### 장점
자율주행자동차의 가장 큰 장점은 주행속도와 교통 관리 자료가 일치하기 때문에 조절장치를 더욱 고르게 하여 반복정지를 피해 연료 효율에 도움을 준다는 것과 노인, 아동, 장애인 등 운전을 할 수 없는 이들도 이용할 수 있다는 것이다. 이외에도 장시간 운전으로 인한 피로를 해결해주고, 교통사고의 위험을 크게 줄일 수 있는 것과 도로의 교통 흐름이 빨라지고 교통 혼잡을 줄일 수 있다는 장점이 있다.

##### 단점
만약 도로 위에서 주행하고 있는 차들 중 80% 이상이 무인자동차이고, 이들이 모두 자율 주행을 하는 상황에서, 사고가 난다면 누구에게 책임을 물어야 하는지 현재 법률적으로 정해져 있지않다. 또 GPS 기반으로 주행을 하지만 인터넷 접속이 가능해진다면 해킹이 가능해져 해커들이 마음대로 조종할 수 있는 위험이 있다. 또한 모든 색상 중 백색을 잘 감지하지 못한다. 윤리적인 문제와 도덕적인 문제 또한 큰 문제중에 하나이다.

## 상용화

### 기간
지난 2010년 구글이 처음으로 무인자동차를 선보인 이후, 전세계 자동차 회사들이 무인자동차 자율주행 기술개발에 열을 올리고 있다. 2013년 벤츠는 무인자동차로 100Km 자율주행에 성공했고 아우디도 2014년에 자율주행기술을 공개했다. 더 들어가서 국내 무인 자동차의 실정을 보면 2014년에 운전자 없이 주행하고 비어있는 주차 공간을 알아서 찾아 주차하는 무인자동차 기술이 공개되었다. 차후에는, 신호등에서 보낸 전파를 무인자동차에서 수신하여 신호등이 적색인지 청색인지, 또 언제 신호가 바뀌는지 등의 정보에 대응할 수 있는 무인자동차 기술개발이 진행될 예정이다. 이와 같이 무인자동차 기술개발은 한창 진행 중에 있어 빠르면 2020년부터 고속도로뿐만 아니라 도심에서 주행이 가능할 것으로 보인다는 말이 있다. 하지만 설치된 센서 등 장비 가격만 1억 원에 달해 상용화까지는 시간이 더 많은 시간이 필요할 것이라는 말도 있다.

### 장애요인
2018년 3월 18일 미국 애리조나주 피닉스의 한 교차로에서 자율 주행 차량에 의한 첫 사망 사고가 발생했다. 미국의 우버사에서 시험 운행 중이던 차량이 자전거를 끌고 가던 여성을 치어 숨지게 했다.

### 대한민국 시판
한민홍 교수가 개발한 것으로 알려졌고, 1993년에 자율주행차 연구결과가 대부분 완료되었다.

### 중국 베이징 무인 택시 운영
2022년 베이징 동계올림픽에 맞추어 중국 베이징이 전 세계 수도중 처음으로 유료 무인자동차 운영을 실시하게 되었다.
2021년 11월 25일부터 모바일 어플을 통해 바이두/포니AI 두 기업이 운영하는 로보택시를 호출해 탑승할 수 있다.
바이두는 지난 3분기까지 11만5000번 승객을 이동시켰고, 포니AI는 중국과 미국에서 총 800만㎞를 테스트해 이 기준을 통과했다.
베이징 남부 다싱구(區)경제개발구역 안 60㎢ 규모 구역에서 총 100여 대가, 매일 오전 7시~오후 10시 운행한다.
보조 운전자가 탑승하지만 주행 과정 대부분은 차량이 자율주행한다.

## 같이 보기
- 커넥티드 카
- 차량 자동 항법 장치
- 첨단 운전자 보조 시스템
- 컴퓨터 비전
- 지능형 교통 체계
- 개인 고속 수송 시스템
- 기술적 실업
- 무인 항공기
- 전자 제어 주행 안정 장치
- 자동긴급제동장치